# Nannoparce
Nannoparce là một chi bướm đêm thuộc họ Sphingidae.

## Các loài
- Nannoparce balsa - Schaus 1932
- Nannoparce poeyi - (Grote 1865)